# Mantidactylus lugubris
Mantidactylus lugubris är en groddjursart som först beskrevs av Duméril 1853.  Mantidactylus lugubris ingår i släktet Mantidactylus och familjen Mantellidae. IUCN kategoriserar arten globalt som livskraftig. Inga underarter finns listade i Catalogue of Life.